# Spirostreptus brachycerus
Spirostreptus brachycerus är en mångfotingart som beskrevs av Carl Eduard Adolph Gerstäcker 1873. Spirostreptus brachycerus ingår i släktet Spirostreptus och familjen Spirostreptidae. Inga underarter finns listade i Catalogue of Life.